# アシペリ・モアラ
アシペリ・モアラ（Asiperli Moala、1998年6月28日 - ）は、ジャパンラグビーリーグワンクボタスピアーズ船橋・東京ベイに所属するラグビーユニオン選手。

## プロフィール
- トンガ出身[1]。
- ポジションはナンバーエイト(No8)、ロック(LO)。
- 身長 185 cm、体重 115 kg
- トンガサムライXVスコッドに選ばれたことがある[2]。
- U20日本代表に選ばれたことがある[3]。

## 来歴
2018年、日本航空石川卒業後、天理大学に入る。なお日本航空石川高校時代、高校日本代表に選ばれたことがある。
2020年、サンウルブズの練習生になる。
2022年、クボタスピアーズ船橋・東京ベイに加入。
2023年12月24日に行われたJAPAN RUGBY LEAGUE ONE第3節静岡ブルーレヴズ戦にて途中出場で日本での公式戦初出場を果たした。
2025年1月23日、負傷により長期欠場することがクボタスピアーズ船橋・東京ベイ公式サイトで発表された。直近の出場試合は、1月18日のBR東京戦。